# Angela (film, 2002)
Pour les articles homonymes, voir Angela.
Pour plus de détails, voir Fiche technique et Distribution.
Angela est un film italien réalisé par Roberta Torre et sorti en 2002.

## Synopsis
Angela est née à Ballarò, le quartier du marché de Palerme. Elle se marie avec Saro à l'âge de vingt ans. Depuis, elle partage sa vie de dealer. Elle est fascinée par son mode de vie, par l'argent facile, la mafia. Tournant le dos à sa famille, elle abandonne définitivement la perspective d'une vie honnête pour lui préférer le luxe et le risque...

## Fiche technique
- Titre : Angela
- Réalisation : Roberta Torre
- Scénario : Massimo D'Anolfi et Roberta Torre
- Musique : Andrea Guerra
- Photographie : Daniele Ciprì
- Montage : Roberto Missiroli
- Production : Lierka Rusic et Rita Rusić
- Société de production : Movieweb et Rita Rusić Co.
- Pays :  Italie
- Genre : Drame
- Durée : 95 minutes
- Dates de sortie : 
  -  Italie : 30 octobre 2002
  -  France : 4 décembre 2002

## Distribution
- Donatella Finocchiaro : Angela
- Andrea Di Stefano : Masino
- Mario Pupella : Saro
- Erasmo Lobello : Mimmo
- Matteo Gulino : Paolino
- Toni Gambino : Santino
- Giuseppe Pettinato : Raffaele Santangelo
- Maria Mistretta : Minica
- Mauro Spitaleri : Commissaire